# Diplosoma (tunicier)
Pour l’article homonyme, voir Diplosoma.
Genre
Diplosoma est un genre de tuniciers de la famille des Didemnidés. 

## Liste d'espèces
Selon World Register of Marine Species (19 octobre 2015) :
- Diplosoma abbotti Eldredge, 1966
- Diplosoma aggregatum Hirose & Hirose, 2009
- Diplosoma antarcticum Kott, 1969
- Diplosoma ata Monniot & Monniot, 1987
- Diplosoma carnosum Drasche, 1883
- Diplosoma citrinum Rocha & Gamba, 2015
- Diplosoma fecundum Kott, 2004
- Diplosoma gelatinosa (Milne Edwards, 1841)
- Diplosoma gemmifera Thiel, 1938
- Diplosoma glandulosum Monniot, 1983
- Diplosoma gumavirens Hirose & Oka, 2009
- Diplosoma handi Eldredge, 1966
- Diplosoma hitatti Eldredge, 1966
- Diplosoma lafargueae Vazquez, 1993
- Diplosoma listerianum (Milne Edwards, 1841)
- Diplosoma longinquum (Sluiter, 1912)
- Diplosoma lukini Romanov, 1989
- Diplosoma marsupiale Monniot & Monniot, 2001
- Diplosoma matie Monniot & Monniot, 1987
- Diplosoma migrans (Menker & Ax, 1970)
- Diplosoma modestum Michaelsen, 1920
- Diplosoma multifidum (Sluiter, 1909)
- Diplosoma multipapillata Kott, 1980
- Diplosoma multitestis Monniot & Monniot, 1996
- Diplosoma ooru Hirose & Suetsugu, 2005
- Diplosoma pannosum Monniot & Monniot, 2001
- Diplosoma ponticum Romanov, 1989
- Diplosoma purpurea Sluiter, 1898
- Diplosoma redika Monniot, 1994
- Diplosoma simile (Sluiter, 1909)
- Diplosoma simileguwa Oka & Hirose, 2005
- Diplosoma singulare Lafargue, 1968
- Diplosoma siphonale Romanov, 1977
- Diplosoma spongiforme (Giard, 1872)
- Diplosoma translucidum (Hartmeyer, 1909)
- Diplosoma tritestis Monniot, 1984
- Diplosoma unitestis Monniot & Monniot, 2001
- Diplosoma variostigmatum Hirose & Oka, 2008
- Diplosoma velatum Kott, 2001
- Diplosoma versicolor Monniot, 1994
- Diplosoma virens (Hartmeyer, 1909)
- Diplosoma viscosum (Savigny, 1816)
- Diplosoma watanabei Hirose E., Oka & Hirose M., 2009